# Kennel Rógis
Kennel Rógis Paulino Batista Nunes (Coremas, 05 de setembro de 1989) é um cineasta e roteirista brasileiro. Gestor da produtora Gravura Filmes. Foi monitor do Projeto ViAção Paraíba (2008 - 2015), circulando pelo interior paraibano com oficinas de linguagem Audiovisual ministradas pelo cineasta Torquato Joel, da Universidade Federal da Paraíba. 

## Carreira
Em 2011 lançou "Travessia" documentário aprovado no Edital Microprojetos Mais Cultura para o Semiárido Brasileiro - Governo Federal, participando de vários festivais de cinema pelo país conquistando 9 prêmios. No mesmo ano idealizou e coordenou o Festival Curta Coremas (2011 - 2016), evento que se consolidou como um dos maiores festivais de cinema do Nordeste.  
Em 2013 lançou o curta metragem "Sophia", sendo exibido em importantes festivais nacionais e internacionais e tendo conquistado mais de 30 prêmios, entre eles o Troféu Cine França Brasil de Melhor Curta Nacional 2014, no Curta Brasília, o qual lhe rendeu o convite para uma sessão especial na Cinemateca Francesa, em Paris (2015) e na Universidade Bielefeld, na Alemanha. Vencedor do Prêmio Vivo de Melhor Videoclipe no Festival de Clipes e Bandas 2016, em São Paulo. Ainda em 2016 selecionado para o Los Angeles Brazilian Film Festival, levando "Sophia" a Hollywood.  
Em 2018 lança seu novo curta "O Grande Amor de um Lobo", que já ultrapassa a marca de 30 festivais e 17 prêmios, como Melhor Roteiro e Aquisição Canal Brasil no Cine Ceará 2019 e Prêmio Especial de Melhor Curta Metragem no Los Angeles Brazilian Film Festival, nos Estados Unidos. 
Trabalha também na cobertura audiovisual de eventos e festivais de cinema pelo Brasil. Instrutor da oficina CINEMANDO -Teoria e Prática, com aulas de realização cinematográfica para leigos e profissionais, levando a possibilidade do cinema quanto expressão das culturas, desejos e identidades dos participantes. 

## Filmografia

### Cinema
| Ano  | Título                                      | Função                | Notas          |
| ---- | ------------------------------------------- | --------------------- | -------------- |
| 2011 | Travessia                                   | Diretor               | Curta-metragem |
| 2013 | Sophia                                      | Diretor               | Curta-metragem |
| 2015 | MANANCIAL                                   | Diretor de Fotografia | Curta-metragem |
| 2015 | Gangarras Ontem e Hoje                      | Diretor de Fotografia | Curta-metragem |
| 2017 | Escolhas                                    | Diretor de Fotografia | Curta-metragem |
| 2017 | De Vez Em Quando, Quando Eu Morro, Eu Choro | Diretor de Fotografia | Curta-metragem |
| 2017 | VOCE CONHECE DERRÉIS?                       | Diretor de Fotografia | Curta-metragem |
| 2017 | Latossolo                                   | Diretor de Fotografia | Curta-metragem |
| 2018 | O Grande Amor de um Lobo                    | Diretor               | Curta-metragem |
| 2018 | Nomophobia                                  | Diretor de Fotografia | Curta-metragem |

### Videoclipe
| Ano  | Título           | Função                | Notas          |
| ---- | ---------------- | --------------------- | -------------- |
| 2015 | Escravos do Medo | Diretor               | Curta-metragem |
| 2016 | CHEGA            | Diretor               | Curta-metragem |
| 2016 | FARPADO          | Diretor               | Curta-metragem |
| 2016 | Faca Amolada     | Diretor de Fotografia | Curta-metragem |

### Publicidade (TV E INTERNET)
| Ano  | Título                    | Função  | Notas        |
| ---- | ------------------------- | ------- | ------------ |
| 2015 | COREMAS MOTOFEST 2015     | Diretor | VT Comercial |
| 2016 | PAIXÃO DE CRISTO DE CUITÉ | Diretor | VT Comercial |
| 2018 | DIA DAS MÃES REDE COMPRAS | Diretor | Microdoc     |

### Filmes Produzidos na Oficina Cinemando - Teoria e Prática
| Ano  | Título                 | Função     | Notas          |
| ---- | ---------------------- | ---------- | -------------- |
| 2015 | Gangarras Ontem e Hoje | Oficineiro | Curta-metragem |
| 2015 | Alguma Coisa na Vida   | Oficineiro | Curta-metragem |
| 2016 | LIMBO                  | Oficineiro | Curta-metragem |
| 2017 | NA CARA                | Oficineiro | Curta-metragem |
| 2017 | ALERTA                 | Oficineiro | Curta-metragem |
| 2017 | A SERRA DA NEGRA       | Oficineiro | Curta-metragem |
| 2017 | TRIUNFO                | Oficineiro | Curta-metragem |
| 2018 | NOMOPHOBIA             | Oficineiro | Curta-metragem |

### Coberturas de Eventos
| Ano  | Título                                   | Função  |
| ---- | ---------------------------------------- | ------- |
| 2015 | LOS ANGELES BRAZILIAN FILM FESTIVAL 2015 | Diretor |
| 2015 | EXIBIÇÃO NA CINEMATECA FRANCESA 2015     | Diretor |
| 2016 | RECIFEST 2016                            | Diretor |
| 2017 | POESIA NA TELA 2017                      | Diretor |
| 2018 | CURTA TAQUARY 2018                       | Diretor |
| 2018 | CINE PARAÍSO 2018                        | Diretor |

## Prêmios
| Ano  | Premiação                                                              | Categoria                                                                                                  | Nomeações                | Ref.   |
| ---- | ---------------------------------------------------------------------- | --- | ------------------------ | ------ |
| 2011 | VI Festival Audiovisual de Campina Grande – Comunicurtas UEPB          | Melhor Som                                                                                                 | Travessia                |        |
| 2011 | VI Festival Audiovisual de Campina Grande – Comunicurtas UEPB          | Melhor Montagem                                                                                            | Travessia                |        |
| 2011 | IV Festival Nacional de Curta Metragem - Curta Taquary                 | Melhor Fotografia                                                                                          | Travessia                |        |
| 2011 | 11° Goiânia Mostra Curtas                                              | Menção Honrosa do Júri Oficial                                                                             | Travessia                | [ 16 ] |
| 2011 | III Festival Cine Congo (Congo PB)                                     | Melhor Montagem                                                                                            | Travessia                | [ 17 ] |
| 2011 | III Festival Cine Congo (Congo PB)                                     | Melhor Direção                                                                                             | Travessia                | [ 17 ] |
| 2011 | III Festival Cine Congo (Congo PB)                                     | Melhor Documentário                                                                                        | Travessia                | [ 17 ] |
| 2011 | 7º Fest Aruanda do Audiovisual Brasileiro                              | Troféu Cabeçote de melhor vídeo paraibano oferecido pela Associação Brasileira de Documentaristas - ABD PB | Travessia                |        |
| 2013 | 8º Fest Aruanda do Audiovisual Brasileiro                              | Melhor Filme de Curta Metragem - Júri Associação Brasileira de Críticos de Cinema (ABRACCINE)              | Sophia                   |        |
| 2013 | 8º Fest Aruanda do Audiovisual Brasileiro                              | Melhor Filme Paraibano - Prêmio Funesc                                                                     | Sophia                   |        |
| 2013 | 6º Curta Taquary                                                       | Melhor Filme                                                                                               | Sophia                   | [ 18 ] |
| 2013 | 6º Curta Taquary                                                       | Melhor Direção                                                                                             | Sophia                   | [ 18 ] |
| 2013 | 6º Curta Taquary                                                       | Melhor Roteiro                                                                                             | Sophia                   | [ 18 ] |
| 2013 | 6º Curta Taquary                                                       | Melhor Fotografia                                                                                          | Sophia                   | [ 18 ] |
| 2013 | Festival Móbile 2013                                                   | Melhor Atriz (Joana Marques)                                                                               | Sophia                   |        |
| 2013 | Festival Barra Cine Camaratuba                                         | Melhor Filme                                                                                               | Sophia                   |        |
| 2013 | SESC Overdoze 2013                                                     | Destaque Audiovisual                                                                                       | Sophia                   |        |
| 2013 | Festival Curta Vale                                                    | Melhor Desenho de Som                                                                                      | Sophia                   |        |
| 2013 | Festival Curta Vale                                                    | Melhor Atriz (Joana Marques)                                                                               | Sophia                   |        |
| 2014 | 3º Curta Brasília                                                      | Melhor Filme (Prêmio Cine França Brasil)                                                                   | Sophia                   | [ 19 ] |
| 2014 | 9º CinefestVotorantim                                                  | Melhor Filme                                                                                               | Sophia                   | [ 20 ] |
| 2014 | 9º CinefestVotorantim                                                  | Melhor Direção                                                                                             | Sophia                   | [ 20 ] |
| 2014 | 9º CinefestVotorantim                                                  | Melhor Atriz (Joana Marques)                                                                               | Sophia                   | [ 20 ] |
| 2014 | 9ª Mostra de Cinema Mostra Cinema e Direitos Humanos no Hemisfério Sul | Prêmio Democratizando                                                                                      | Sophia                   | [ 21 ] |
| 2014 | 7º Festival de Cinema de Triunfo                                       | Melhor Filme Júri Popular - Mostra Sertões                                                                 | Sophia                   | [ 22 ] |
| 2014 | 7º Festival de Cinema de Triunfo                                       | Menção Honrosa Júri Oficial                                                                                | Sophia                   | [ 22 ] |
| 2014 | I Festissauro - Festival de Cinema do Vale dos Dinossauros             | Melhor Som                                                                                                 | Sophia                   |        |
| 2014 | I Festissauro - Festival de Cinema do Vale dos Dinossauros             | Melhor Montagem                                                                                            | Sophia                   |        |
| 2014 | I Festissauro - Festival de Cinema do Vale dos Dinossauros             | Melhor Atriz (Joana Marques)                                                                               | Sophia                   |        |
| 2014 | I Curta Picuí - Festival do Audiovisual                                | Melhor Ficção                                                                                              | Sophia                   |        |
| 2014 | I Curta Picuí - Festival do Audiovisual                                | Melhor Fotografia                                                                                          | Sophia                   |        |
| 2014 | I Curta Picuí - Festival do Audiovisual                                | Melhor Direção                                                                                             | Sophia                   |        |
| 2015 | VI Festival Latino Americano de Cinema - Curta Neblina                 | Melhor Atriz (Isabelly Domingos e Joana Marques)                                                           | Sophia                   |        |
| 2015 | VI Festival Latino Americano de Cinema - Curta Neblina                 | Melhor Direção de Fotografia (Breno César)                                                                 | Sophia                   |        |
| 2015 | II Festival Internacional de Cinema de Caeté                           | Melhor Filme Júri Popular                                                                                  | Sophia                   | [ 23 ] |
| 2019 | 12º Los Angeles Brazilian Film Festival                                | Melhor Filme / Special Award                                                                               | O grande amor de um lobo | [ 24 ] |
| 2019 | 3º Cine Verão                                                          | Melhor Roteiro                                                                                             | O grande amor de um lobo |        |
| 2019 | 14º Fest Aruanda do Audiovisual Brasileiro                             | Melhor Roteiro                                                                                             | O grande amor de um lobo | [ 25 ] |
| 2019 | 14º Fest Aruanda do Audiovisual Brasileiro                             | Melhor Filme Júri Popular                                                                                  | O grande amor de um lobo | [ 25 ] |
| 2019 | 14º Fest Aruanda do Audiovisual Brasileiro                             | Melhor Montagem                                                                                            | O grande amor de um lobo | [ 25 ] |
| 2019 | 8º Curta Brasilia                                                      | Melhor Roteiro                                                                                             | O grande amor de um lobo | [ 26 ] |
| 2019 | 8º Cine Cipó                                                           | Melhor Filme                                                                                               | O grande amor de um lobo | [ 27 ] |
| 2019 | 9º Cinecongo                                                           | Melhor Filme - Júri Popular                                                                                | O grande amor de um lobo |        |
| 2019 | 3º Festival de Cinema do Paranoá                                       | Melhor Direção                                                                                             | O grande amor de um lobo | [ 28 ] |
| 2019 | 3º Festival de Cinema do Paranoá                                       | Melhor Fotografia                                                                                          | O grande amor de um lobo | [ 28 ] |
| 2019 | 14º Festival Audiovisual de Campina Grande – Comunicurtas UEPB         | Menção Honrosa                                                                                             | O grande amor de um lobo | [ 29 ] |
| 2019 | 29º Cine Ceará                                                         | Melhor Roteiro                                                                                             | O grande amor de um lobo | [ 30 ] |
| 2019 | 29º Cine Ceará                                                         | Prêmio Canal Brasil                                                                                        | O grande amor de um lobo | [ 30 ] |
| 2019 | III Festival de Cinema de Caruaru                                      | Melhor Direção                                                                                             | O grande amor de um lobo |        |
| 2019 | III Festival de Cinema de Caruaru                                      | Melhor Filme                                                                                               | O grande amor de um lobo |        |
| 2019 | Cine Açude Grande                                                      | Melhor Roteiro                                                                                             | O grande amor de um lobo |        |
| 2019 | Cine Açude Grande                                                      | Melhor Fotografia                                                                                          | O grande amor de um lobo |        |
| 2019 | 12º Festival de Cinema de Triunfo                                      | Melhor Filme - Mostra Infanto Juvenil                                                                      | O grande amor de um lobo | [ 31 ] |
| 2019 | II Curta Caicó                                                         | Menção Honrosa                                                                                             | O grande amor de um lobo | [ 32 ] |
| 2019 | II Festival Mimoso                                                     | Filme Para Inspirar                                                                                        | O grande amor de um lobo | [ 33 ] |
| 2019 | II Cine Cariri                                                         | Melhor Filme                                                                                               | O grande amor de um lobo | [ 34 ] |